# Травница
Травница — деревня в Словакии, расположенная в районе Нове-Замки Нитранского края. Население — около 1100 жителей. Мэр — Эмиль Иван.
Деревня Травница находится в 30 км от районного центра Нове-Замки. Площадь, занимаемая населенным пунктом, составляет 21,25 км2.
В деревне есть местная библиотека и футбольное поле.
Рядом с деревней протекает две речки. Так же недалеко от Травницы расположено два пруда.

## Население
| Год:                | 1994 | 2004    | 2014    | 2024    |
| ------------------- | ---- | ------- | ------- | ------- |
| Количество человек: | 1326 | 1195    | 1091    | 1041    |
| Разница:            |      | −9,87 % | −8,70 % | −4,58 % |